# One Foot in the Grave
One Foot in the Grave sedamnaesti je studijski album njemačkog thrash metal sastava Tankard. Album je objavljen 2. lipnja 2017. godine, a objavila ga je diskografska kuća Nuclear Blast.

## Popis pjesama
| 1.    | »Pay to Pray«                                | 5:22 |
| 2.    | »Arena of the True Lies«                     | 5:08 |
| 3.    | »Don't Bullshit Us!«                         | 3:56 |
| 4.    | »One Foot in the Grave«                      | 4:47 |
| 5.    | »Syrian Nightmare«                           | 4:31 |
| 6.    | »Northern Crown (Lament of the Undead King)« | 4:22 |
| 7.    | »Lock'Em Up!«                                | 4:10 |
| 8.    | »The Evil That Men Display«                  | 3:14 |
| 9.    | »Secret Order 1516«                          | 7:23 |
| 10.   | »Sole Grinder«                               | 5:28 |
| 48:25 |                                              |      |

## Zasluge
- Frank Thorwarth — bas-gitara
- Andreas "Gerre" Geremia — vokali
- Olaf Zissel — bubnjevi
- Andy Gutjahr — gitara

Dodatni glazbenici
- C — vokali (na 9. pjesmi)

Ostalo osoblje
- Patrick Strogulski — omot albuma
- Martin Buchwalter  — produciranje, miksanje, mastering
- Axel Jusseit — fotografija
- Buffo Schnädelbach — fotografija
- Thomas Ewerhard — dizajn